# Miguel Ramírez Pérez
Miguel Ramírez Pérez (Santiago de Xile, 6 de novembre de 1970) és un exfutbolista xilè.

## Trajectòria
Format al Colo-Colo del seu país natal, es va convertir en una de les peces claus del conjunt xilè, fins que el 1995 va fitxar per la Reial Societat de la lliga espanyola, on no va quallar. A la campanya següent fitxa pel Monterrey de la lliga mexicana.
El 1997 retorna al seu país, aquesta vegada a la Universidad Católica, on roman sis anys fins a acabar la seua carrera en actiu al Colo-Colo, l'any 2005.
Ha estat 62 vegades internacional amb la selecció xilena i ha marcat un gol. Ha format part del combinat xilè al Mundial de 1998, així com en les diverses Copa Amèrica celebrades a la dècada dels 90.

### Títols
| Temporada | Equip                | Títol                  |
| --------- | -------------------- | ---------------------- |
| 1991      | Colo-Colo            | Lliga xilena de futbol |
| 1991      | Colo-Colo            | Copa Libertadores      |
| 1991      | Colo-Colo            | Recopa Sudamericana    |
| 1992      | Colo-Colo            | Copa Interamericana    |
| 1993      | Colo-Colo            | Lliga xilena de futbol |
| 1997A     | Universidad Católica | Lliga xilena de futbol |
| 2002A     | Universidad Católica | Lliga xilena de futbol |